# Język wschodniofutuński
Język wschodniofutuński lub futuna (Faka futuna) – język austronezyjski używany na wyspach Futuna (Hoorn) (francuskie terytorium zależne Wallis i Futuny).
Według danych z 2015 r. posługuje się nim blisko 4 tys. mieszkańców terytorium. Dodatkowo pewni jego użytkownicy zamieszkują Nową Kaledonię. W latach 80. XX w. odnotowano, że w Nowej Kaledonii nie jest szeroko używany przez młodsze grupy wiekowe.
Zróżnicowanie wewnętrzne dotyczy elementów leksyki, morfologii i fonetyki.
W użyciu jest również język francuski. W komunikacji ponadlokalnej przyjął się też język walisyjski.
W 1878 r. wydano pierwszy słownik wschodniofutuńsko-francuski (Dictionnaire futunien-franc̦ais), wraz z pewnymi danymi gramatycznymi. Na bazie tej publikacji sporządzono nowszy słownik z 1986 r. W dalszym okresie szeroko zakrojone badania nad językiem prowadziła Claire Moyse-Faurie, autorka słownika (1993)  i opracowania gramatycznego (1997).